# Euphyia albinodosa
Euphyia albinodosa är en fjärilsart som beskrevs av W. Warren 1904. Euphyia albinodosa ingår i släktet Euphyia och familjen mätare. Inga underarter finns listade i Catalogue of Life.